# Tiefenbach (Federsee)

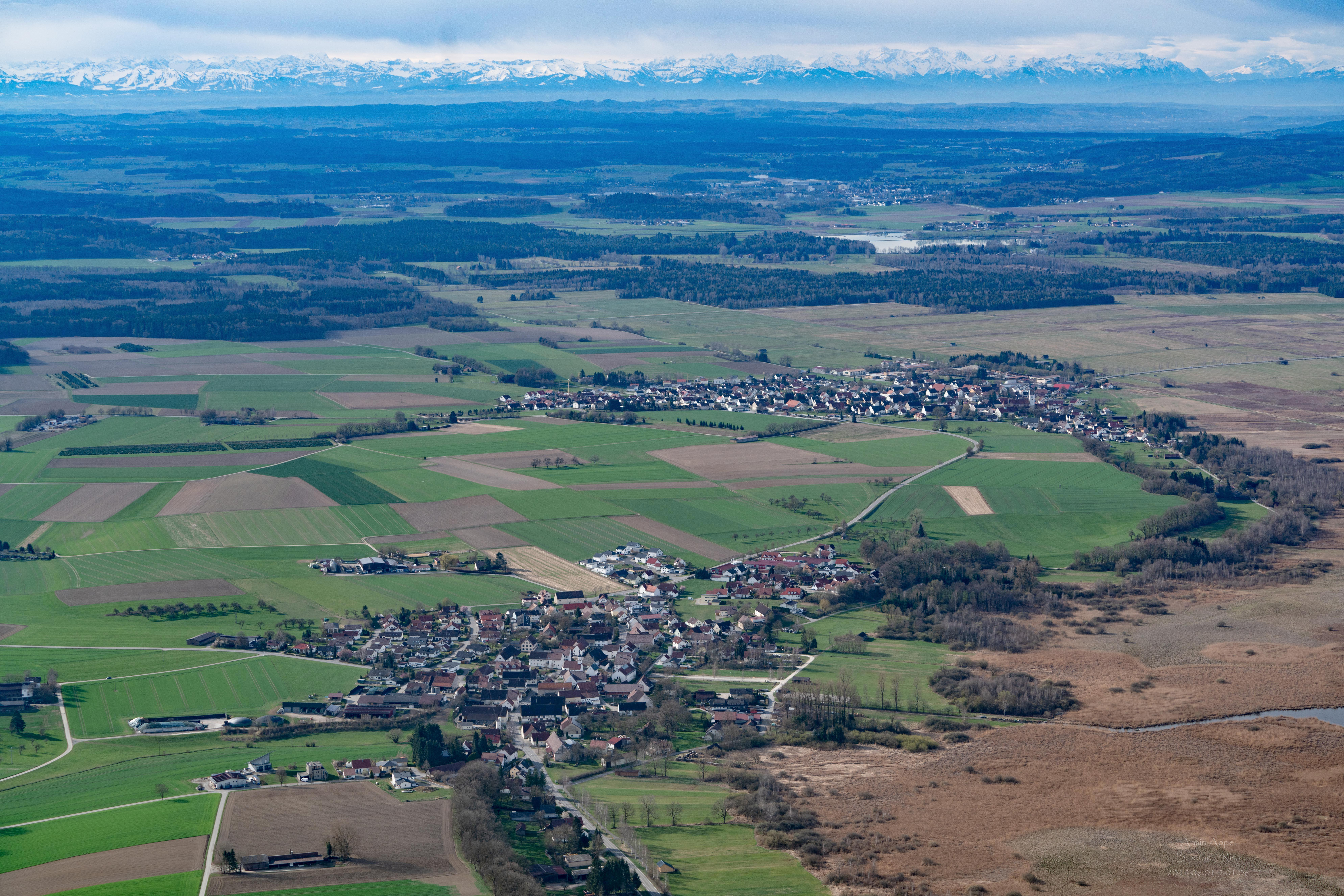
Luftbild von Tiefenbach mit Alpen im Hintergrund

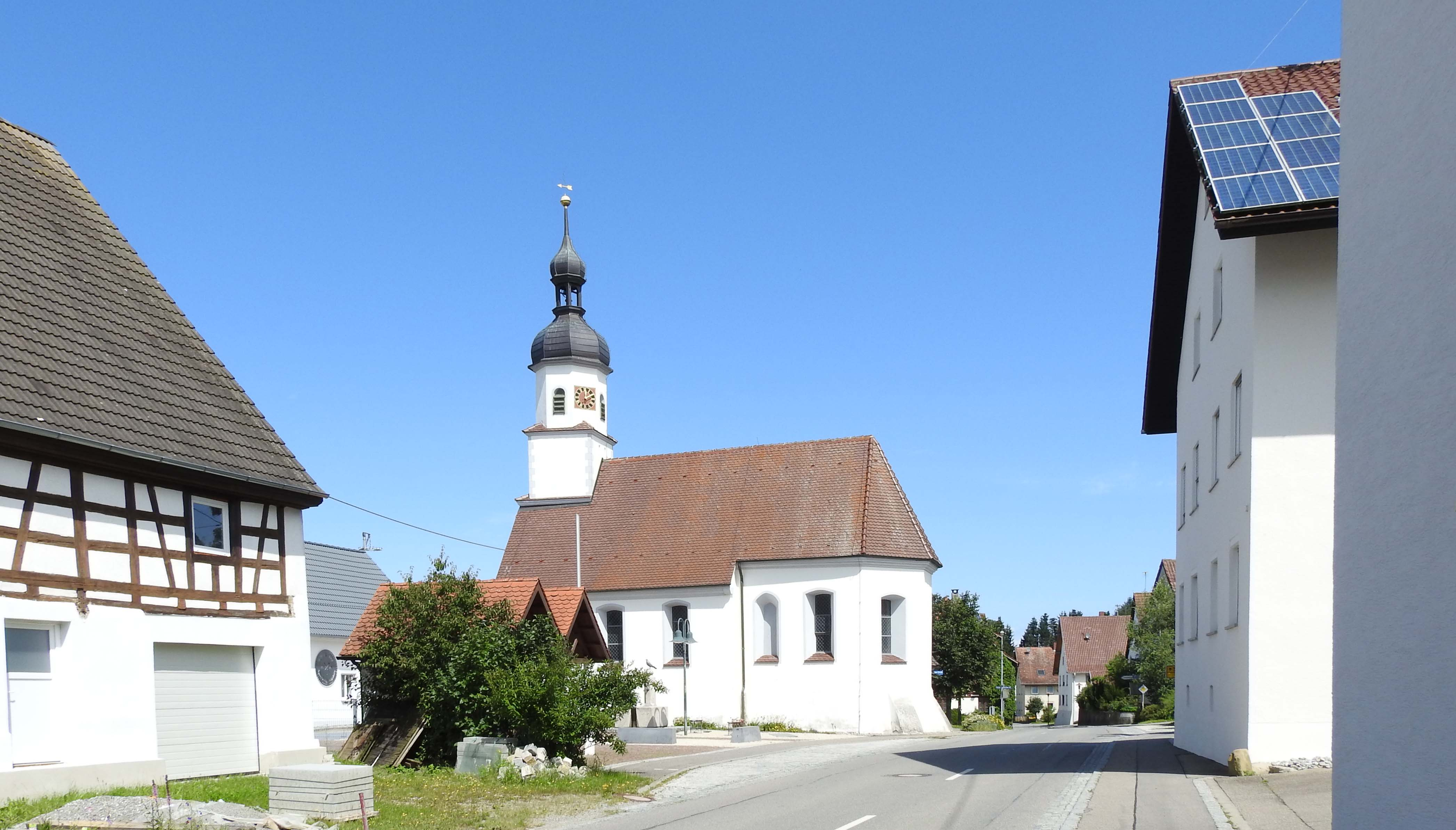
Ortsmitte Tiefenbach

Tiefenbach ist eine kleine Gemeinde im Landkreis Biberach in Oberschwaben, direkt am Federsee gelegen.

## Geografie

### Lage
Die Gemarkung Tiefenbach liegt am nordöstlichen Rand des Federseebeckens. Im Westen hat die Gemeinde Anteil am Federseeried. Das Dorf selbst liegt an der Steilkante zwischen Federseebecken und dem darüber liegenden welligen Altmoränengebiet.

### Gemeindegliederung
Die Gemeinde besteht aus der namensgebenden Gemarkung Tiefenbach und hat keine weiteren Teilorte. Die früher zur Gemeinde gehörenden Weiler Streitberg und der Maierhof kamen 1977 zum Ortsteil Stafflangen der Stadt Biberach an der Riß.

### Nachbargemeinden
Von Westen beginnend grenzt Seekirch an die Gemeinden Seekirch,  Uttenweiler, Attenweiler, die Stadt Biberach an der Riß, Oggelshausen und die Stadt Bad Buchau.

### Schutzgebiete
Das bedeutendste Schutzgut in Tiefenbach ist das Federseeried. Daher hat die Gemeinde Anteil an  Naturschutzgebiet Federsee, das gleichzeitig Bestandteile des FFH-Gebiets Federsee und Blinder See bei Kanzach und des Vogelschutzgebiets Federseeried sind. Zudem hat Tiefenbach Anteil am Landschaftsschutzgebiet Rain mit Hecken.

## Geschichte

### Vom Mittelalter bis zum Ende des alten Reichs
Der Name der Gemeinde wird erstmals 1277 als Tiuffenbach urkundlich in Zusammenhang mit einer Familie von Ortsadligen erwähnt. Die Herkunft dieser mehrfach Adligen ist jedoch unsicher und von einer Burg im Ort ist nichts überliefert, so dass die gesicherte erste Erwähnung der Gemeinde 1353 (Tuffenbach) zu datieren ist.
Schon im 15. Jahrhundert wird eine Gemeinde Tiefenbach genannt. Das heutige Gemeindegebiet umfasste einen Maierhof des Damenstifts Buchau und rund 30 Korneliererblehen des Stifts. Das Stift hatte schon früh die Grundherrschaft über Tiefenbach inne, die hohe und niedere Gerichtsbarkeit und das Vogteirecht lagen bei der Herrschaft Warthausen. Der Maierhof wurde bei der Säkularisation 1803 durch Vorderösterreich sequestriert (beschlagnahmt) und kam im Jahr des Untergangs des Heiligen Römischen Reichs 1806 an das Königreich Württemberg.

### Seit württembergischer Zeit
Bis heute war der Ort stets selbständig und gehörte zunächst zum württembergischen Oberamt Biberach und ab 1809 für mehr als ein Jahrhundert zum Oberamt Riedlingen. Bei der Kreisreform während der NS-Zeit in Württemberg gelangte die Gemeinde 1938 zum Landkreis Saulgau. Im Jahre 1945 wurde Tiefenbach Teil der Französischen Besatzungszone und kam somit zum Nachkriegsland Württemberg-Hohenzollern, welches 1952 im Bundesland Baden-Württemberg aufging. Seit der Kreisreform von 1973 ist die Gemeinde Teil des Landkreises Biberach.

### Religionen
Die Gemeinde ist römisch-katholisch geprägt. Schon 1353 wurde Tiefenbach als Filial der (dem Kloster Marchtal inkorporierten) Pfarrei Seekirch urkundlich erwähnt. Noch heute gehört der Ort zur Pfarrei Mariä Himmelfahrt in Seekirch. Die katholische Gemeinde ist Teil der Seelsorgeeinheit Federsee im Dekanat Biberach der Diözese Rottenburg-Stuttgart.
Nach dem Zweiten Weltkrieg entstand durch Zuwanderung eine kleine evangelische Minderheit. Die evangelischen Christen gehören zur Kirchengemeinde Bad Buchau im Kirchenbezirk Riedlingen der Evangelischen Landeskirche in Württemberg.

## Politik

### Gemeinderat
Der Gemeinderat in Tiefenbach besteht aus den acht ehrenamtlichen Gemeinderäten und dem Bürgermeister als Vorsitzendem. Der Bürgermeister ist im Gemeinderat stimmberechtigt. Bei der Kommunalwahl am 9. Juni 2024 wurde der Gemeinderat durch Mehrheitswahl gewählt. Mehrheitswahl findet statt, wenn kein oder nur ein Wahlvorschlag eingereicht wurde. Die Bewerber mit den höchsten Stimmenzahlen sind dann gewählt. Die Wahlbeteiligung betrug 75,1 % (2019: 73,5 %).

### Verwaltungsverband
Tiefenbach gehört seit dem 1. Januar 1973 zum Gemeindeverwaltungsverband Bad Buchau.

### Wahlen
Politisch ist Tiefenbach traditionell christlich-konservativ geprägt. 1924 erhielt die Zentrumspartei beispielsweise 94,7 % der abgegebenen Stimmen. Im März 1933 erhielt die NSDAP 57,9 % der Stimmen wurde sie erstmals stärkste Partei. Seit dem Zweiten Weltkrieg ist die CDU stark vorherrschend (noch 1987 mit 83,7 %, bei der Bundestagswahl 2005 allerdings nur noch 55,4 % der Zweitstimmen).

### Wappen
| Wappen der Gemeinde Tiefenbach | Blasonierung: „Über blauem Schildfuß, darin ein silberner (weißer) Fisch, in Gold (Gelb) drei abgeschnittene grüne Ähren nebeneinander, die seitlichen nach außen geneigt.“ |
| Wappen der Gemeinde Tiefenbach | Wappenbegründung: Die bäuerliche Gemeinde legte ein Wappen fest, dessen oberer Teil auf die Landwirtschaft hinweist, während sich der untere Teil auf die geographische Lage am Nordostrand des Federseebeckens bezieht. Das Landratsamt Biberach hat dieses Wappen zusammen mit der Flagge am 2. April 1981 verliehen. |

Die Flagge der Gemeinde ist Grün-Gelb.

## Wirtschaft und Infrastruktur
Im Jahr 2022 erzielte Tiefenbach Einnahmen aus der Gewerbesteuer in Höhe von 49 Tausend Euro. Mit einem Gewerbesteuerhebesatz von 340 % liegt die Gemeinde unter dem durchschnittlichen Gewerbesteuerhebesatz Deutschlands. Dieser beträgt 407 % (Stand: 2023).

### Verkehr
Durch Tiefenbach führt als Landes-Radfernweg der Oberschwaben-Allgäu-Radweg. Er ist eine Rundstrecke über Ulm und Tettnang und verläuft dabei von Moosburg über Bad Buchau und Oggelshausen nach Tiefenbach und über Seekirch nach Alleshausen, einmal fast um den Federsee herum. Weiter führt er nach Offingen (Gemeinde Uttenweiler) am Berg Bussen.

## Sehenswürdigkeiten
- Kapelle St. Oswald, 1414 im Stil der Gotik erbaut, im 18. Jahrhundert barockisiert. Zur Ausstattung gehören ein spätgotisches Kruzifix, eine Pietà von ca. 1430, eine sitzende Madonna und zwei Heiligenfiguren aus dem Umkreis von Hans Multscher (um 1440), zwei Heiligenfiguren von Johann Joseph Christian (1745) und zwei Gemälde von Abraham van Diepenbeeck (17. Jahrhundert).
- Weitere Kulturdenkmale sind in der Liste der Kulturdenkmale in Tiefenbach (Federsee) verzeichnet.